# Спадковий титул

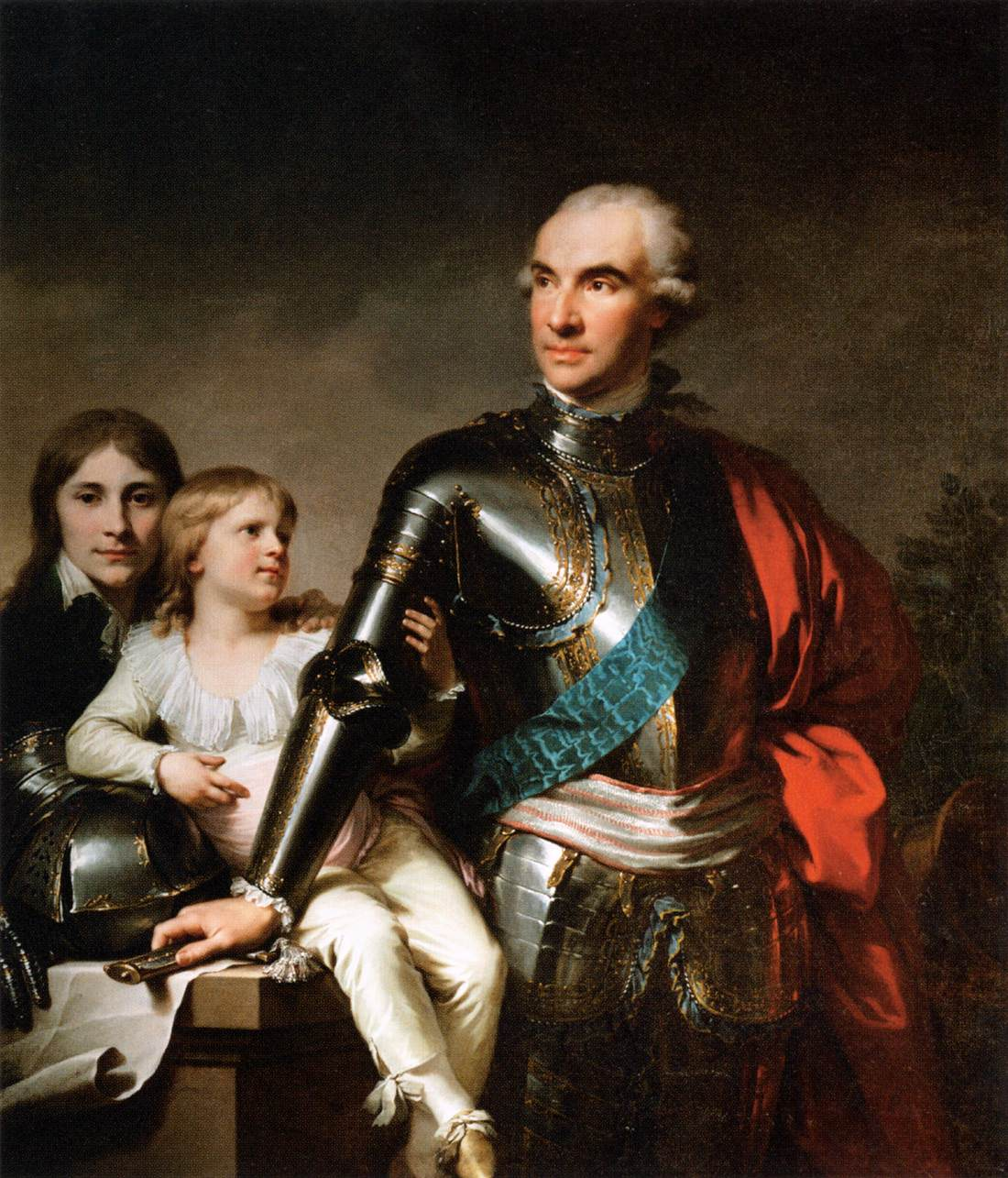
Граф Потоцький зі своїми дітьми, Джон Баптист Лампі, 1789.

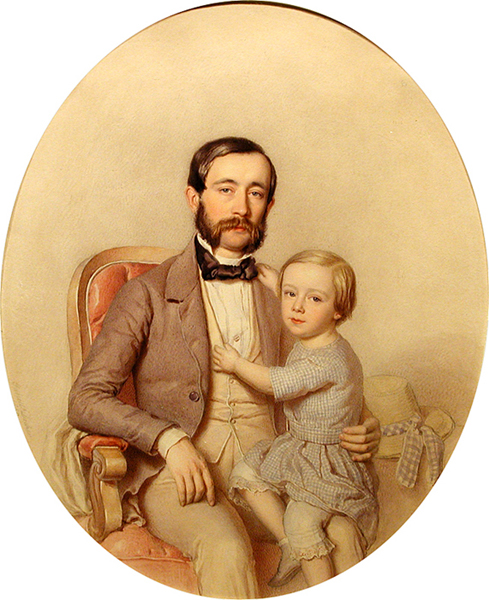
Портрет батька з сином, Габріель Декер, 1850 рік.

Спадковий титул — шляхетний титули, посада чи стиль звертання, які мають спадковий характер й зобов'язані залишатися в певних родинах.
Хоча і монархи, і шляхта зазвичай успадковують свої титули, механізми цього успадкування часто відрізняються в різних країнах, і навіть можуть різнитися в одній країні. Наприклад Британська корона могла бути успадкована жінками ще з середньовічної епохи (за відсутності братів), тоді як переважна більшість спадкових шляхетних титулів, наданих британськими монархами, не є спадкоємними доньками.

## Порядок успадкування
Часто спадковий титул успадковується лише законним, старшим сином-первістком власника титулу або чоловіком-спадкоємцем цього сина.
У деяких країнах та деяких родах титули поширюються на всіх дітей володаря однаково, а також на всіх нащадків — чоловіків та жінок. Така практика була поширеною в Кальмарській унії, і це часто траплялося в Патентних листах, виданих королем Померанії Еріком.
Король Жозеф Бонапарт присвоїв титул «принц Неаполя», а пізніше «принц Іспанії» своїм дітям та онукам по чоловічій та жіночій лінії.
Проте, в багатьох країнах історично склалося так, що жінкам набагато рідше присвоювались шляхетські звання та спадкові титули. Частіше це траплялось, якщо жінка була єдиним спадкоємцем у родині або лише вона вижила серед своїх братів та їхніх нащадків. Рідко шляхетний титул передавався до старшої доньки, якщо були молодші брати (хоча за законом це стало поширеною формою спадкового титулу серед іспанської знаті).
Французька шляхта часто ділила дітей та інших нащадків чоловічої статі законного шляхетного титулу на вищий та нижчий титул в залежності від старшинства.
Титули шляхти у Великій Британії (герцог, маркіз, граф, віконт і барон) та деяких інших країнах передаються лише старшому синові (або не герцогські титули в Шотландії); всі інші сини та доньки не отримують титул й є простими людьми, хоча вони можуть використовувати один або декілька спадкових титулів ввічливості, будь то Джентльмен (або Лорд), Леді та інші, залежно від чину та титулу який має їх батько чи мати.
У багатьох європейських країнах титули можуть успадковуватися усіма спадкоємцями — чоловіками та жінками — шляхетні родини, члени якої, таким чином, усі мають один і той же титул одночасно. Наприклад, шляхта в Речі Посполитій чи в державах-наступницях Священної Римської імперії.
В Польщі, Великому князівстві Литовському, Руському та Жемантійському, в Козацькій державі шляхетський герб та титул переходив до всіх дітей, а також передавався у шлюбі із титулованим подружжям до їх чоловіка або жінки.
В сучасних європейських монархіях правителі можуть надавати як особисті (неспадкові), так і спадкові титули окремим представникам за особисті заслуги або з інших причин (відновлення історичного шляхетного статусу родини тощо).